# Reinado Internacional del Café 2024
Reinado Internacional del Café 2024 fue la 52.ª edición del certamen Reinado Internacional del Café, se llevó a cabo el 13 de enero de 2024, durante el marco de la Feria de Manizales celebrada en la ciudad de Manizales, Colombia donde candidatas de diferentes países productores y exportadores de café compitieron por el título y la corona internacional. Al final del evento, Isabella Bermúdez Nieto de Colombia entregó la corona a su sucesora. 

## Resultados
| Posiciones                           | Candidata |
| ------------------------------------ | --- |
| Reina Internacional del Café 2024    | - Polonia - Aleksandra Klepaczka |
| Virreina Internacional del Café 2024 | - Francia - Manuella Parent |
| 1.ª Princesa                         | - Cuba - María Karla Vilches |
| 2.ª Princesa                         | - España - Lola Wilson |
| 3.ª Princesa                         | - México - Karla Rivas |
| Top 10                               | - Bolivia - Karina Landívar - Brasil - Luciana Gomes - Colombia - Ana Sofía Herrera - Panamá - Reychel Lobo - Venezuela - Meagans Rojas |

## Premios especiales
| Premio        | Candidata                        |
| ------------- | -------------------------------- |
| Mejor Rostro  | - Francia - Manuella Parent      |
| Mejor Cabello | - Polonia - Aleksandra Klepaczka |

### Reina de la Policía
| Premio                 | Candidata                                                                                   |
| ---------------------- | ------------------------------------------------------------------------------------------- |
| Reina de la Policía    | - Cuba - María Karla Vilches                                                                |
| Virreina de la Policía | - Polonia - Aleksandra Klepaczka                                                            |
| Top 5                  | - España - Lola Wilson - Francia - Manuella Parent - República Dominicana - Nathaly Jiménez |

## Candidatas
24 candidatas competirán por el título:
| País                 | Candidata                          | Edad | Estatura | Lugar de Origen         |
| -------------------- | ---------------------------------- | ---- | -------- | ----------------------- |
| Argentina            | Sheila Altamirano                  | 22   | 1.60 m   | Alejandro Petión        |
| Bolivia              | Karina Landívar González           | 21   | 1.77 m   | Santa Cruz de la Sierra |
| Brasil               | Luciana Cirqueira Gomes            | 28   | 1.67 m   | Palmas                  |
| Canadá               | Đỗ Hoàng Kim                       | 21   | 1.68 m   | Calgary                 |
| Colombia             | Ana Sofía Herrera Lozada           | 18   | 1.80 m   | Bogotá                  |
| Costa Rica           | Yoselyn Ureña Angulo               | 26   | 1.70 m   | Pérez Zeledón           |
| Cuba                 | María Karla Vilches Ríos           | 20   | 1.75 m   | La Habana               |
| Ecuador              | Emily Alexandra Mora Ricaurte      | 22   | 1.72 m   | San Cristóbal           |
| El Salvador          | Verónica Guerrero Gaytán           | 22   | 1.74 m   | La Libertad             |
| España               | Lola Martínez Wilson               | 18   | 1.80 m   | Torre del Mar           |
| Filipinas            | Sieglinde Lampe                    | 18   | 1.78 m   | Manila                  |
| Francia              | Manuella Parent                    | 22   | 1.64 m   | Lille                   |
| Guatemala            | Daniela Alejandra Estrada Durán    | 20   | 1.65 m   | Ciudad de Guatemala     |
| Honduras             | Milca Torres Castillo              | 23   | 1.72 m   | La Paz                  |
| México               | Karla Rivas                        | 27   | 1.73 m   | Mazatlán                |
| Nicaragua            | Fernanda Marisol Salazar Domínguez | 20   | 1.76 m   | Managua                 |
| Panamá               | Reychel Yessibel Lobo Rodríguez    | 21   | 1.75 m   | Santiago de Veraguas    |
| Paraguay             | Milagros Aramí Walther Mereles     | 22   | 1.70 m   | Santa Rita              |
| Perú                 | Lesly Ortiz Mego                   | 23   | 1.71 m   | Lambayeque              |
| Polonia              | Aleksandra Klepaczka               | 24   | 1.71 m   | Bukowiec                |
| Portugal             | Bárbara Brinquete                  | 21   | 1.74 m   | Borba                   |
| Puerto Rico          | Paola Nicole Padilla Alvarado      | 19   | 1.75 m   | Ponce                   |
| República Dominicana | Nathaly Nicole Jiménez Guerrero    | 22   | 1.70 m   | Baní                    |
| Venezuela            | Meagans Andreína Rojas Bello       | 22   | 1.78 m   | Cagua                   |